# Pietro Calchi Novati
Pietro Calchi Novati (Milano, 9 novembre 1868 – Lodi, 11 giugno 1952) è stato un vescovo cattolico italiano.

## Biografia
Nacque a Milano, città capoluogo di provincia e sede arcivescovile, il 9 novembre 1868. Due fratelli, Francesco e Carlo, e due sorelle furono pure ecclesiastici.

### Formazione e ministero sacerdotale
Il 9 agosto 1891 fu ordinato presbitero.
Ottenne la laurea in diritto canonico alla Pontificia Università Gregoriana.
Fu insegnante nei seminari arcivescovili di Milano e di Monza. Ricoprì gli incarichi di cancelliere della curia e in seguito quello di rettore del seminario monzese. Al momento della nomina episcopale era prevosto dei Santi Pietro e Paolo a Saronno.

### Ministero episcopale
Il 21 dicembre 1914 papa Benedetto XV lo nominò vescovo di Bobbio; succedette a Luigi Maria Marelli, precedentemente nominato vescovo di Bergamo. Il 15 febbraio 1915 ricevette l'ordinazione episcopale dal cardinale Andrea Carlo Ferrari, co-consacranti i vescovi Giovanni Mauri e Pietro Andrea Viganò.
Il 4 agosto 1923, su disposizione di papa Pio XI, gli venne aggiunto il titolo honoris causa di abate di San Colombano a quello di vescovo di Bobbio.
L'8 luglio 1927 papa Pio XI lo nominò vescovo di Lodi; succedette a Ludovico Antomelli, deceduto il 19 giugno precedente. Il 19 gennaio 1928 prese possesso della diocesi.
La sua attività pastorale a Lodi si sviluppò attraverso cinque visite pastorali e tre sinodi diocesani. Nel novembre 1928 riconsacrò la parrocchiale di Lavagna, e il 7 aprile 1934 consacra la chiesa parrocchiale di San Germano a Senna Lodigiana, riedificata al posto di quella precedente a partire dal 1914.
Dall'agosto 1929 al 14 settembre 1930, giorno dell'ingresso del nuovo vescovo Marcello Mimmi, fu amministratore apostolico della diocesi di Crema.
Il 27 giugno 1938 ricevette il titolo onorifico di assistente al Soglio Pontificio.
Contribuì anche alla diffusione Movimento apostolico ciechi decretandone l'erezione canonica nella diocesi (1951).
Partecipò alla beatificazione e alla canonizzazione di santa Francesca Saverio Cabrini e, il 28 ottobre 1938, riconsacrò la basilica di Sant'Angelo Lodigiano a lei intitolata.
Morì l'11 giugno 1952, all'età di 83 anni, a Lodi. Dopo le esequie fu sepolto nella cripta della cattedrale laudense.
Nel seminario vescovile è conservato un suo ritratto, opera del pittore lodigiano Attilio Maiocchi.

## Genealogia episcopale e successione apostolica
La genealogia episcopale è:
- Cardinale Scipione Rebiba
- Cardinale Giulio Antonio Santori
- Cardinale Girolamo Bernerio, O.P.
- Arcivescovo Galeazzo Sanvitale
- Cardinale Ludovico Ludovisi
- Cardinale Luigi Caetani
- Cardinale Ulderico Carpegna
- Cardinale Paluzzo Paluzzi Altieri degli Albertoni
- Papa Benedetto XIII
- Papa Benedetto XIV
- Papa Clemente XIII
- Cardinale Marcantonio Colonna
- Cardinale Giacinto Sigismondo Gerdil, B.
- Cardinale Giulio Maria della Somaglia
- Cardinale Carlo Odescalchi, S.I.
- Cardinale Costantino Patrizi Naro
- Cardinale Lucido Maria Parocchi
- Cardinale Andrea Carlo Ferrari
- Vescovo Pietro Calchi Novati

La successione apostolica è:
- Vescovo Giuseppe Rolla (1933)
- Arcivescovo Giuseppe Amici (1951)
- Vescovo Luigi Carlo Borromeo (1951)